# Пархим (район)

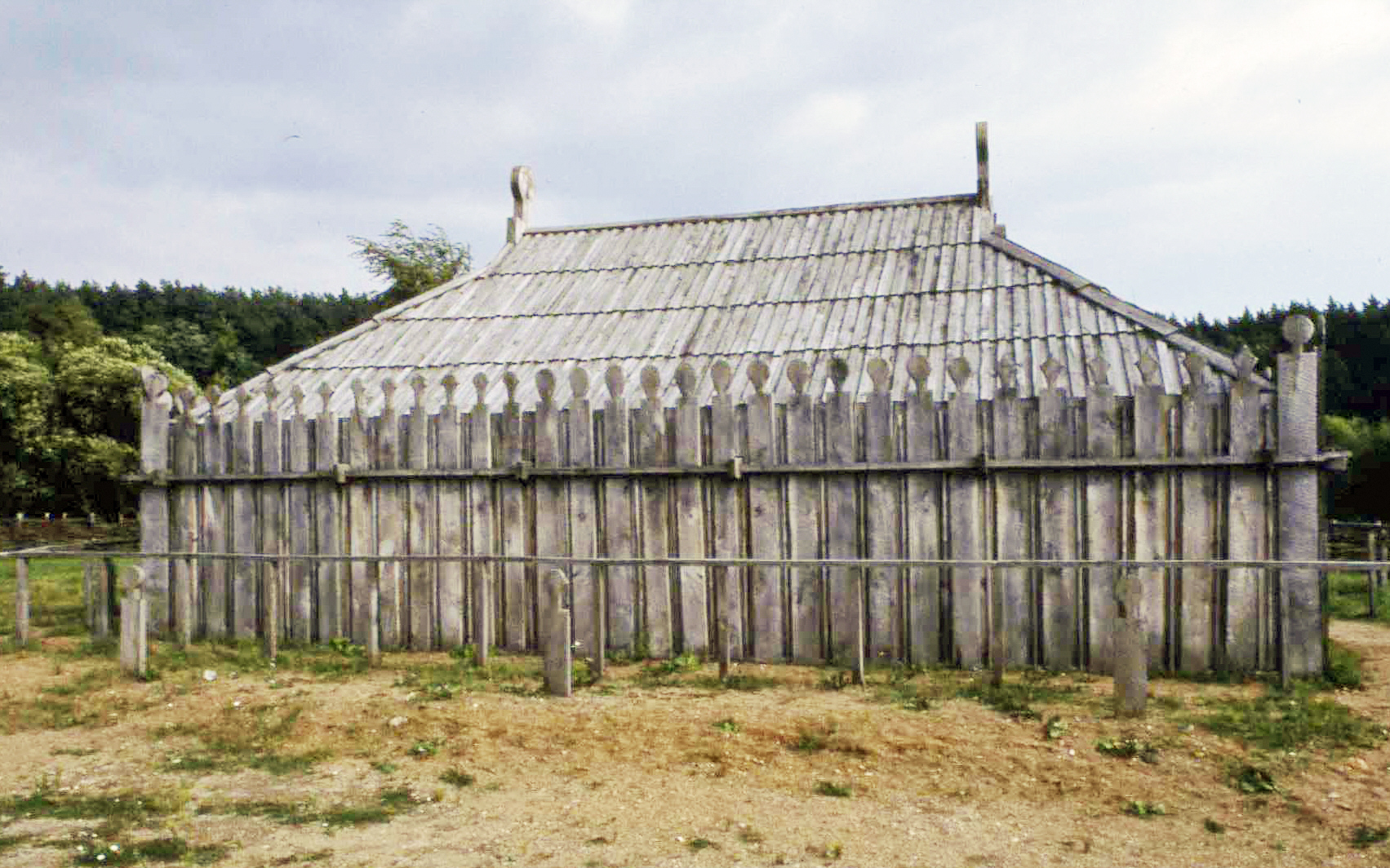
Реконструкция славянского языческого храма в Радониме

Пархим (нем. Parchim) — бывший район в Германии, в составе в земли Мекленбург-Передняя Померания. Центром района был город Пархим. Занимал площадь 2233 км². Население — 102 136 чел. Плотность населения — 46 человек/км².
Официальный код района — 13 0 60.
Район подразделяется на 81 общину.
Упразднён в 2011 году. Вместе с городом Людвигслуст вошёл в состав новообразованного района Людвигслуст-Пархим.

## Города и общины
1. Пархим (19 280)

Управления
Управление Банцков
1. Банцков (2 157)
2. Плате (3 571)
3. Зуков (1 546)

Управление Кривиц
1. Барнин (478)
2. Бюлов (385)
3. Кривиц (4 853)
4. Демен (1 139)
5. Фридрихсруэ (976)
6. Гёрен (397)
7. Трамм (611)
8. Вессин (499)
9. Цапель (463)

Управление Эльденбург-Любц
1. Брок (419)
2. Галлин-Куппентин (628)
3. Гишов (300)
4. Гранцин (539)
5. Херцберг (388)
6. Карбов-Фитлюббе (431)
7. Крайен (427)
8. Критцов (557)
9. Любц (6 149)
10. Лутеран (335)
11. Марниц (851)
12. Пассов (785)
13. Зиггельков (1 037)
14. Зукков (672)
15. Тессенов (698)
16. Вальсторф (153)
17. Вердер (471)

Управление Гольдберг-Мильдениц
1. Дистелов (493)
2. Доббертин (1 313)
3. Гольдберг (3 666)
4. Местлин (935)
5. Ной-Позерин (611)
6. Техентин (605)
7. Вендиш-Варен (408)

Управление Остуфер-Шверинер-Зее
1. Камбс (725)
2. Добин-ам-Зе (1 989)
3. Гневен (421)
4. Годерн (332)
5. Ланген-Брюц (507)
6. Лецен (2 234)
7. Пиннов (1 637)
8. Рабен-Штейнфельд (1 151)

Управление Пархимер-Умланд
1. Дамм (552)
2. Домзюль (1 146)
3. Греббин (524)
4. Грос-Годемс (389)
5. Грос-Ниндорф (248)
6. Карренцин (666)
7. Левицранд
8. Ром (895)
9. Северин (284)
10. Шпорниц (1 492)
11. Штольпе (409)
12. Цигендорф (767)
13. Цёльков (671)

Управление Плау-ам-Зее
1. Баркхаген (619)
2. Бухберг (634)
3. Ганцлин (583)
4. Каров (901)
5. Плау-ам-Зе (5 815)
6. Вендиш-Приборн (470)

Управление Штернбергер-Зеенландшафт
1. Бланкенберг (454)
2. Борков (533)
3. Брюэль (3 064)
4. Дабель (1 494)
5. Хоэн-Приц (515)
6. Кобров (480)
7. Кулен-Вендорф (1 023)
8. Ланген-Ярхов (281)
9. Мустин (525)
10. Штернберг (4 694)
11. Вайтендорф (487)
12. Витцин (522)
13. Царенсдорф (387)